# Clubiona ramoiensis
Clubiona ramoiensis là một loài nhện trong họ Clubionidae.
Loài này thuộc chi Clubiona. Clubiona ramoiensis được Tord Tamerlan Teodor Thorell miêu tả năm 1881.